# Anna Akinyosoye
Anna Akinyosoye (...) è una giocatrice di football americano britannica, che gioca come tight end per le Leeds Carnegie Chargers..